# A1689-zD1
A1689-zD1 är en avlägsen galax. Dess ljusstyrka förstärks mer än nio gånger tack vare galaxhopen Abell 1689, som ligger mellan A1689-zD1 och jorden och fungerar som en gravitationslins. Galaxen syns sådan som den var när universum var drygt 700 miljoner år gammalt.